# Реактивная граната
Реактивная граната — кумулятивная, осколочная, термобарическая или любая другая граната, оборудованная пороховым ускорителем и заключённая в металлическую\пластиковую трубу. Предназначена для поражения бронетехники противника и живой силы, находящейся в условиях ограниченного пространства (ДОТ, ДЗОТ). Может использоваться для поражения вертолётов противника. Конструкция некоторых ручных гранатомётов делает невозможным их к перезарядке. Примером может служить РПГ-18, РПГ-22 и др.
Первым реактивным гранатомётом является Базука, созданным в США и применнёным в Тунисе в 43 году на группировке бронетехники немецко-итальянских войск, более половины бронетехники были уничтожены из ранее неизвестного на то время оружия — ручного гранатомёта М1-Базука. На расстоянии более 300 метров он пробивал 80-миллиметровую броню. В том же году трофейные Базуки доставили в Германию, после чего на свет появились немецкие гранатомёты Кампфпистоль 42ЛП, фаустпатрон, панцерфауст и многоразовый офенрох. Однако дистанция в 30 метров и кучность были неудовлетворительными.